# Clannad
Clannad es un grupo musical irlandés de Gweedore (Gaoth Dobhair), en el Condado de Donegal (Dún na n'Gall). Su música ha sido catalogada como Folk (o Folk Rock), New Age y Celta. La formación la componen Máire Ní Bhraonáin (ahora conocida como Moya Brennan), sus hermanos Ciarán O'Braonáin, Pól O'Braonáin, y sus dos tíos Noel y Pádraig O'Dugáin. Eithne Ní Bhraonáin (Enya Brennan), la hermana de Máire, Pól, y Ciarán, fue miembro del grupo por dos años desde 1979-1982. La banda ganó el Grammy en 1999 al mejor álbum de música New Age (Landmarks) y sus cifras de ventas superan los 15 millones. El 9 de agosto de 2016, a los 67 años, fallece Pádraig Duggan en la ciudad de Dublín y el 15 de octubre de 2022 muere Noel.

## Trayectoria de la banda
El nombre de Clannad surge de la frase gaélica "an Clann as Dobhar" que significa "la familia de Dore"; el grupo fue fundado por la familia Brennan en 1970. Máire, Ciarán y Pól Brennan (la versión inglesa de su nombre familiar gaélico) se unieron a sus tíos Noel y Pádraig Duggan y empezaron a tocar en la taberna de su padre Leo. La hermana de Máire, Eithne, se unió a la banda en 1979 y la abandonó tres años más tarde para seguir una exitosa carrera en solitario conocida como Enya. Máire también ha llevado en paralelo su propia carrera en solitario, iniciada con un álbum en 1992 titulado "Máire". Recientemente ha cambiado la escritura de su nombre a Moya Brennan, que refleja la pronunciación correcta.
La canción Theme from Harry's Game, compuesta por el grupo para el thriller de televisión del mismo nombre, alcanzó el número 5 en la lista de sencillos británicos de 1982. Aún hoy sigue siendo el único sencillo n.º 1 en el Reino Unido cantado íntegramente en gaélico irlandés. Once años más tarde ha aparecido de forma destacada en la película Juego de patriotas, se ha usado en un anuncio de la firma Volkswagen en 1992 y ha ocasionado un resurgimiento de la popularidad del grupo en los Estados Unidos. Otro éxito fue la canción de 1985 "In a Lifetime" con Bono de U2. Su tema "I Will Find You" forma parte de la banda sonora de la película de 1992 El último mohicano.
Pól salió de la banda en 1990 para 'explorar otras oportunidades', y desde entonces han sido cuatro miembros. Brídín, la hermana menor de Ciarán y Máire, a veces ha cantado con la banda en concierto y por algunos de los álbumes.
El álbum super ventas "Lore" (1996) también dedicaba un recuerdo a los Indios Nativos Americanos. Noel Duggan imaginó el sentimiento de ser exiliado de la tierra de sus ancestros. También pensó en aquellas gentes y su conexión con los Irlandeses. Cómo, por ejemplo, los lejanos primos de América habían enviado dinero a Irlanda durante la hambruna de la patata en el siglo diecinueve. Lore cuenta con las colaboraciones del percusionista americano Vinnie Colaiuta y de Mel Collins.
El Grammy de 1999, su tercera nominación, fue en reonocimento a su disco Landmarks (1998) que, una vez más, estaba ambientado en su Donegal natal, enmarcado por las montañas, las cañadas y las bravías costas de Gweedore.

## Los Brennan
Los Brennan son la familia musical con más éxito de toda Irlanda. Máire (o Baba) Duggan y Leo Brennan son los padres de los retoños Brennan Máire (o Moya), Leon, Ciarán, Deirdre (a veces "Dee"), Pól, Olive, Eithne (Enya), Bartley, y Brídín. 

## Discografía
- 1972 — The Pretty Maid (Clannad)
- 1975 — Clannad 2
- 1976 — Dúlamán («alga marina»)
- 1978 — Clannad in Concert (en directo)
- 1979 — Ring of Gold (en directo, bootleg no oficial)
- 1980 — Crann Úll («manzano»)
- 1982 — Fuaim («sonido»)
- 1983 — Magical Ring («anillo mágico»)
- 1984 — 'Legend' (banda sonora)
- 1985 — Macalla
- 1987 — Sirius («Sirio»)
- 1988 — Atlantic Realm (banda sonora)
- 1989 — Pastpresent (recopilatorio)
- 1989 — The Angel and the Soldier Boy (banda sonora)
- 1990 — Anam (Estados Unidos: 1992)
- 1993 — Banba («Banba» es uno de los nombres antiguos de Irlanda)
- 1996 — Lore («el saber»)
- 1995 — Themes (recopilatorio)
- 1998 — Landmarks («paisajes»)
- 1997 — Rogha: The Best of Clannad (recopilatorio)
- 1998 — An Diolaim (recopilatorio)
- 2000 — Clannad: Greatest Hits (recopilatorio, lanzado en el Reino Unido)
- 2003 — The Best of Clannad: In a Lifetime (recopilatorio)
- 2005 — Clannad - Live in Concert, 1996 (en vivo)
- 2013 — Nádúr
- 2020 — In a Lifetime